# Велики ратни бунар
Велики ратни бунар је смештен у источном делу Петроварадинске Горње тврђаве, позади куртине која повезује бастионе Св. Иноћентија и Св. Јозефа. Грађен је током друге деценије 18. века.
Бунар је интегрални део јединственог система за водоснабдевање Петроварадинске тврђаве, која се састоји од подземних коридора-ходника воденог пута који повезују заштићени водозахват на обали Дунава преко два казамата у Приобалном бедему до укопаних цистерни у Бастиону Св. Терезије и Великог ратног бунара на Горњој тврђави и воде даље до Хорнверка.
Сам бунар је смештен у средишту подземне кружне просторије са масивним носећим стубовима, где је ширина цеви бунара кружног облика пречника 3,42m и дубина преко 60m. Доњи делови су зидани каменим тесаницима, док је горња партија зидана опеком. У структури стубова, односно зидова, налази се систем вертикалног помоћног силаза са делимично косим рампама који спирално прати централни отвор бунара. Унутар прстена налази се и низ ниша усечених у спољне зидове, као и плитак, опеком зидан преливни бунар мањег пречника. 
Изнад сводова налази се дебео слој земље са низом озиданих вентилационих отвора кружног пресека који уједно усветљавају укопану просторију са бунаром.